# هيلاري بوتنام
هيلاري وايتهال بوتنام (بالإنجليزية: Hilary Putnam) (31 يوليو 1926 – 13 مارس 2016): هو فيلسوف أمريكي، ورياضياتي، وعالم حاسوب، وشخصية بارزة في الفلسفة التحليلية في النصف الثاني من القرن العشرين. قدم إسهامات كبيرة في فلسفة العقل، وفلسفة اللغة، وفلسفة الرياضيات، وفلسفة العلوم. بعيدًا عن الفلسفة، قدم بوتنام مساهمات في  الرياضيات وعلم الحاسوب. وطور إلى جانب مارتن ديفيس خوارزمية ديفيس بوتنام لمشكلة قابلية الإرضاء وساعد على تثبيت عدم قابلية الحل لمعضلة هيلبرت العاشرة. 
كان معروفًا باستعداده لتطبيق درجة متساوية من الفحص على مواقفه الفلسفية الخاصة كالتي يتبعها مع مواقف الآخرين، مع إخضاع كل موقف لتحليل دقيق إلى أن تُكشف عيوبه. ونتيجة لذلك، عُرف عنه بتغيير مواقفه الخاصة بشكل متكرر. في فلسفة العقل، عُرف بوتنام بنقاشه المعارض لنظرية هوية العقل في الحالات الذهنية والبدنية وذلك بالاستناد على فرضيته التحقيقية المتعددة من الحدث العقلي، ومفهوم الوظائفية، والنظرية المؤثرة فيما يتعلق بمسألة العقل - الجسد. في فلسفة اللغة، جنبًا إلى جنب مع شاول كريبك وآخرين طور النظرية السببية المرجعية، وصاغ نظرية أصلية للمعنى، فقدم فكرة الخارجية الدلالية القائمة على تجربة فكرية مشهورة تسمى توين إيرث (الأرض التوأم). 
في فلسفة الرياضيات، طور هو ومعلمه ويلارد فان أورمان كواين فرضية بوتنام وكواين للضرورة الحتمية، وهي حجة لواقع الكيانات الرياضية، فيما بعد تبنى الرأي القائل إن الرياضيات ليست منطقية بالكامل، بل «شبه تجريبية». في مجال نظرية المعرفة، يشتهر بنقده للتجربة الفكرية «دماغ في وعاء» المعروفة. يبدو أن هذه التجربة الفكرية توفر حجة قوية للشكوكية المعرفية، إلا أن بوتنام تحدى تماسكها. في ما وراء الطبيعة، تبنى في الأصل موقفًا يسمى الواقعية الميتافيزيقية، لكنه في نهاية المطاف أصبح من أبرز المنتقدين جرأةً لهذه الواقعية، فتبنى أولًا وجهة نظر أطلق عليها اسم «الواقعية الداخلية»، لكنه تخلى عنها لاحقًا. على الرغم من تغييره لوجهات نظره، بقي طوال حياته المهنية ملتزمًا بالواقعية العلمية، أي على وجه التقريب وجهة النظر القائلة أن النظريات العلمية الناضجة هي أوصاف حقيقية لطرق سير الأمور. 
في فلسفة الإدراك، أيّد بوتنام الواقعية المباشرة، وفقًا لما تقدمه الخبرات الحسية بشكل مباشر مع العالم الخارجي. في الماضي، أكد أيضًا أنه لا يوجد تمثيل عقلي أو بيانات حسية أو أي جهات وسيطة أخرى تقف بين العقل والعالم.  وبحلول عام 2012، رفض مزيدًا من الالتزام، وأيد «نظرية المعاملات»، وهي وجهة نظر تقبل أن كُلًا من الخبرات الحسية هي معاملات تشمل العالم، وأن هذه المعاملات يمكن وصفها وظيفيًا (بشرط أن يشار إلى العناصر الدنيوية والدول المتعمدة في توصيفات الوظيفية). يمكن لمثل هذه المعاملات أن تشمل مزيدًا من الكيفيات المحسوسة. في عمله اللاحق، أصبح بوتنام مهتمًا على نحو متزايد في البراغماتية الأميركية، والفلسفة اليهودية، والأخلاقيات، لذا تعامل مع مجموعة أوسع من التقاليد الفلسفية. أظهر اهتمامًا في ما وراء الفلسفة أيضًا، وسعى إلى «تجديد الفلسفة» فيما يحدده بأنه مخاوف ضيقة ومبالغ فيها. كان في بعض الأحيان شخصية سياسية مثيرة للجدل، خاصة بسبب تورطه في حزب العمل التقدمي في أواخر الستينيات وأوائل السبعينيات من القرن العشرين. في وقت وفاته، كان بوتنام أستاذًا جامعيًا فخريًا بكلية كوجان في جامعة هارفارد. 

## سيرته
ولد هيلاري وايتهول بوتنام في (31 يوليو 1926) بشيكاغو إلينوي. كان أبوه صامويل بوتنام صحافيا ومترجما في ديلي ووركر، وهي نشرة خاصة بـالحزب الشيوعي بـالولايات المتحدة الأمريكية. وبفعل الانتماء الشيوعي لأبيه، وبفضل أمه ريـڤا ذات العقيدة اليهودية، تلقى بوتنام الشاب تربية عَلْمانية.
عاشت أسرته بفرنسا إلى حدود عام 1934 الذي عادت فيه إلى الولايات المتحدة الأمريكية واستقرت في فيلاديلفيا بولاية بنسلفانيا حيث درس بوتنام بجامعتها الرياضيات والفلسفة إلى أن حصل على الإجازة في الفنون فصار عضوا في جمعية الرياضيات والفلسفة التي هي أقدم الجمعيات الأدبية الأمريكية.
تابع دراساته الفلسفية بهارفارد، ثم بجامعة كاليفورنيا بلوس أنجليس حيث حصل على شهادة الدكتوراه عام 1951 برسالته عن دلالة مفهوم الاحتمال في التطبيق على المتواليات المتناهية. وكان هانز رايشنباخ، الذي أشرف على رسالته للدكتوراه، وردولف كارناب أهم أساتذة بوتنام، وهما من أبرز ممثلي الوضعانية المنطقية.
وبعد أن درَّس بنورت وسترن مدة قصيرة، انتقل ليدرس الرياضيات ببرنستون من 1953 إلى 1961، ثم فلسفة العلوم بمعهد ماساشوستس للتكنولوجيا من 1961 إلى 1965، فـالمنطق الرياضياتي والفلسفة بجامعة هارفارد إلى حين تقاعده عام 2000.

## فلسفته
يُعَدّ هيلاري بوتنام أحد الفلاسفة الممثلين لـالفعلانية المحدثة. وتتناول أعماله الفلسفية عدة مجالات تشمل فلسفة العلوم والمنطق والرياضيات وفلسفة الذهن وفلسفة اللغة وفلسفة المعرفة وفلسفة الفلسفة والأخلاق والسياسة.
يُعرَف بوتنام بأنه عرض، في فلسفة الذهن، دليلا قويا ضد دعوى المماثلة بين الحالات الذهنية والحالات الدماغية، وهو دليل قائم على قابلية التحقُّق المتعدد لخصائص ما هو ذهني. كما يُعرف بدفاعه عن الوظيفية التي تعد إحدى أهم النظريات عن مشكلة البدن والذهن.
وفي فلسفة اللغة، طوّر بوتنام، إلى جانب صول كرايبكه، النظرية السببية للإحالة، وعرض مقاربة متميزة عن الدلالة تسمى الخارجيانية الدلالية، وهي قائمة على إحدى أشهر التجارب الفكرية تسمى تجربة الأرض التوأم.
وفي فلسفة الرياضيات، عرض مع ولارد كواين دعوى كواين-بوتنام عن اللزوم للتدليل على واقعية الكائنات الرياضياتية.
ويُعرف بوتنام، في فلسفة العلوم، بأنه عرض بالخصوص التجربة الفكرية المسماة أدمغة في برميل والموجهة للرد على الشكانية المعرفية.
وأما على مستوى الميتافيزيقا، فقد دافع في البداية عما يعرف بموقف الواقعية الميتافيزيقية، وهو الموقف الذي صار فيما بعد أحد أشد نُقَّاده، حيث أصبح يتبنى موقفا آخر سمّاه الواقعية الداخلية. ثم تخلى عنه وصار يدافع عن الواقعية الفعلانية (أو العادية أو الساذجة) المأخوذة من الواقعية المباشرة لوليم جيمس ومن الكتابات المتأخرة لفتغنشتاين ومن كتابات جون لانغشاو أستين. ويقوم هذا الموقف الأخير على أن الميتافيزيقا يجب أن تُدرس بنفس الكيفية التي نُمارَس بها تجربة العالم، وذلك بنبذ فكرة التمثيل الذهني، والمعطيات الحسية وكل الوسائط الأخرى بين الذهن والعالم.

## أعماله
لـهيلاري بوتنام العديد من الكتب والدراسات الفلسفية.
- فلسفة المنطق 1971 (Philosophy of logic).
- الرياضيات، المادة والمنهج (دراسات فلسفية-1) 1975 (Mathematics, Matter and Method. Philosophical Papers, vol. 1).
- الذهن، اللغة والواقع (دراسات فلسفية-2) 1975 (Mind, Language and Reality. Philosophical Papers, vol. 2).
- الدلالة والعلوم الأخلاقية 1978 (Meaning and the Moral Sciences).
- العقل، الحقيقة والتاريخ 1981 (Reason, Truth, and History).
- الواقعية والعقل (دراسات فلسفية-3) 1983 (Realism and Reason. Philosophical Papers, vol. 3).
- وجوه الواقعية الكثيرة 1987 (The Many Faces of Realism).
- التمثيل والواقع 1988 (Representation and Reality).
- الواقعية بوجه إنساني 1990 (Realism with a Human Face).
- تجديد الفلسفة 1992 (Renewing Philosophy).
- الكلمات والحياة 1994 (Words and Life).
- الفِعْلانية: سؤال مفتوح 1995 (Pragmatism: An Open Question).
- الحبل المثلث: الذهن، البدن والعالم 1999 (The Threefold Cord: Mind, Body, and World).
- التنوير والفِعْلانية 2001 (Enlightenment and Pragmatism).
- تهافت ثنائية الواقع/القيمة وأبحاث أخرى 2002 (The Collapse of the Fact/Value Dichotomy and Other Essays).
- الأخلاق من دون أنطولوجيا 2004 (Ethics Without Ontology).
- الفلسفة اليهودية كهداية للحياة: روزنفايغ، بابر، ليفيناس، فتغنشتاين 2008 (Jewish Philosophy as a Guide to Life: Rosenzweig, Buber, Levinas, Wittgenstein).

## وصلات خارجية
- هيلاري بوتنام على موقع IMDb (الإنجليزية)
- هيلاري بوتنام على موقع الموسوعة البريطانية (الإنجليزية)
- هيلاري بوتنام على موقع مونزينجر (الألمانية)
- هيلاري بوتنام على موقع إن إن دي بي (الإنجليزية)

1. ↑   http://www.nytimes.com/2016/03/18/arts/hilary-putnam-giant-of-modern-philosophy-dies-at-89.html?action=click&contentCollection=obituaries&region=rank&module=package&version=highlights&contentPlacement=1&pgtype=sectionfront&_r=0. اطلع عليه بتاريخ 2015-03-20. {{استشهاد ويب}}: |url= بحاجة لعنوان (مساعدة) والوسيط |title= غير موجود أو فارغ (من ويكي بيانات) (مساعدة)
2. ↑   https://www.3-16am.co.uk/articles/wise-pencils-and-wandering-significance. اطلع عليه بتاريخ 2025-01-25. {{استشهاد ويب}}: |url= بحاجة لعنوان (مساعدة) والوسيط |title= غير موجود أو فارغ (من ويكي بيانات) (مساعدة)
3. ↑   http://www.nytimes.com/2016/03/18/arts/hilary-putnam-giant-of-modern-philosophy-dies-at-89.html?action=click&contentCollection=obituaries&region=rank&module=package&version=highlights&contentPlacement=1&pgtype=sectionfront&_r=0. {{استشهاد ويب}}: |url= بحاجة لعنوان (مساعدة) والوسيط |title= غير موجود أو فارغ (من ويكي بيانات) (مساعدة)
4. ↑  Matiyesavic, Yuri (1993). Hilbert's Tenth Problem. Cambridge: MIT. ISBN:0-262-13295-8.
5. ↑  Davis, M. and Putnam, H. "A computing procedure for quantification theory" in Journal of the ACM, 7:201–215, 1960.
6. ↑  Casati R., "Hillary Putnam" in Enciclopedia Garzanti della Filosofia, ed. جياني فاتيمو. 2004. Garzanti Editori. Milan. (ردمك 88-11-50515-1)
7. ↑  P. Clark-B. Hale (eds.), "Reading Putnam", Blackwell, Cambridge (Massachusetts): Oxford 1995.
8. ↑  LeDoux, J. (2002). The Synaptic Self; How Our Brains Become Who We Are. New York: Viking Penguin. ISBN:88-7078-795-8. مؤرشف من الأصل في 2021-08-30.
9. ↑  Jack Ritchie (يونيو 2002). "TPM: Philosopher of the Month". مؤرشف من الأصل في 2011-07-09.
10. ↑  King, P.J. One Hundred Philosophers: The Life and Work of the World's Greatest Thinkers. Barron's 2004, p. 170.
11. ↑  Colyvan, Mark, "Indispensability Arguments in the Philosophy of Mathematics", The Stanford Encyclopedia of Philosophy (Fall 2004 Edition), Edward N. Zalta (ed.) نسخة محفوظة 21 مارس 2019 على موقع واي باك مشين.
12. ↑  Putnam, H. Realism with a Human Face. Edited by James Conant. Cambridge, Massachusetts: Harvard University Press, 1990.
13. ↑  Putnam, H. (1981): "Brains in a vat" in Reason, Truth, and History, Cambridge University Press; reprinted in DeRose and Warfield, editors (1999): Skepticism: A Contemporary Reader, Oxford UP. نسخة محفوظة 29 ديسمبر 2008 على موقع واي باك مشين.
14. ↑  Putnam, H. Philosophy of Mathematics: Selected Readings. Edited with بول بن الصراف. Englewood Cliffs, N.J.: Prentice-Hall, 1964. 2nd ed., Cambridge: Cambridge University Press, 1983.
15. ↑  Putnam, H. 2012. From Quantum Mechanics to Ethics and Back Again. In his (Au.), De Caro, M. and Macarthur D. (Eds.) "Philosophy in an Age of Science". Cambridge, Massachusetts: Harvard University Press.
16. ↑  Putnam، Hilary (30 أكتوبر 2015). "What Wiki Doesn't Know About Me". Sardonic comment. مؤرشف من الأصل في 2019-08-10. اطلع عليه بتاريخ 2016-03-15.
17. ↑  Putnam, H. 2012. How to Be a Sophisticated "Naive Realist". In his (Au.), De Caro, M. and Macarthur D. (Eds.) "Philosophy in an Age of Science". Cambridge, Massachusetts: Harvard University Press.
18. ↑  To appear in the "American Philosophers" edition of Literary Biography, ed. Bruccoli, Layman and Clarke
19. ↑  Foley, M. (1983). Confronting the War Machine. North Carolina: North Carolina Press. ISBN:0-8078-2767-3.
20. ↑  Auxier, R.  [لغات أخرى]‏, The Philosophy of Hilary Putnam (شيكاغو: Open Court Publishing Company, 2015), p. 93–94. نسخة محفوظة 24 مارس 2020 على موقع واي باك مشين.
21. ↑  Putnam, H.. The Threefold Cord: Mind, Body, and World. New York: Columbia University Press, 1999.
22. ↑  Colyvan, Mark, "Indispensability Arguments in the Philosophy of Mathematics", The Stanford Encyclopedia of Philosophy (Fall 2004 Edition), Edward N. Zalta (ed.), https://plato.stanford.edu/archives/fall2004/entries/mathphil-indis/ [archive] "نسخة مؤرشفة". مؤرشف من الأصل في 2016-01-02. اطلع عليه بتاريخ 2011-03-26.{{استشهاد ويب}}:  صيانة الاستشهاد: BOT: original URL status unknown (link)
23. ↑  Putnam, H. Realism with a Human Face. Edited by James Conant. Cambridge, Mass.: Harvard University Press, 1990
24. ↑  Putnam, H.. The Threefold Cord: Mind, Body, and World. New York: Columbia University Press, 1999.